# Dashtadem, Aragatsotn
Dashtadem là một đô thị thuộc tỉnh Aragatsotn, Armenia. Dân số ước tính năm 2011 là 667 người.